# Thomas Ritter
Thomas Ritter (Görlitz, 10 ottobre 1967) è un ex calciatore tedesco, di ruolo difensore.

## Palmarès

### Club

#### Competizioni nazionali
- Campionato tedesco orientale: 1

Dinamo Dresda: 1988-1989
- Coppa di Germania: 1

Kaiserslautern: 1995-1996